# Pedro Campa
Pedro Campa (* 18. September 1958 in Chalchihuites, Zacatecas) ist ein ehemaliger mexikanischer Fußballspieler auf der Position eines Verteidigers.

## Laufbahn
Campa stand zwischen 1978 und 1989 beim CF Monterrey unter Vertrag und gehörte 1986 zum Kader der ersten Meistermannschaft in der Geschichte der Rayados, die das unmittelbar vor der Fußball-Weltmeisterschaft 1986 ausgetragene Torneo México 86 gewann.

## Titel
- Mexikanischer Meister: México 86